# Phytomyza flavimana
Phytomyza flavimana är en tvåvingeart som först beskrevs av Zetterstedt 1860.  Phytomyza flavimana ingår i släktet Phytomyza och familjen minerarflugor.
Artens utbredningsområde är Sverige. Inga underarter finns listade i Catalogue of Life.